# Bobby Hoffinger
Valentin Edward „Bobby“ Hoffinger (* 1. Januar 1901 in Selz, Russisches Kaiserreich; † 22. März 1976 in Toronto, Kanada) auch „Vic“, „Val“ und „Doc“ genannt, war ein kanadischer Eishockeyspieler und -trainer russlanddeutscher Abstammung. Er war der erste in Russland geborene Spieler in der National Hockey League und war dort für die Chicago Blackhawks aktiv. Zudem war er erster Reichstrainer der deutschen Nationalmannschaft, trainierte den Krefelder EV und ist Mitglied der deutschen Eishockey Hall of Fame.

## Leben
Hoffinger wurde in Selz, einer deutschsprachigen Siedlung, in der heutigen Südwest-Ukraine geboren. Noch als Kind zog er mit seiner Familie in die Provinz Saskatchewan in Kanada.
Der Verteidiger Hoffinger startete seine Profikarriere 1926 bei den Saskatoon Sheiks in der Prairie Hockey League, wo er 45 Spiele absolvierte. Er wechselte im Januar 1928 zu den Chicago Blackhawks in die National Hockey League. Für diese absolvierte er 28 Spiele, wurde teilweise jedoch an Farmteams verliehen. Ab 1929/30 spielte er in der International Hockey League, wo er bis 1933 bei verschiedenen Clubs tätig war.
1935 erhielt Hoffinger ein Angebot des deutschen Reichssportführer von Tschammer, erster Trainer der deutschen Nationalmannschaft zu werden – zuvor waren Spielertrainer (Außenkapitäne) üblich. Bei den Olympischen Winterspielen 1936 erreichte er mit der Mannschaft den fünften Platz. Der Krefelder Eishockeyförderer Willi Münstermann engagierte Hoffinger und stellte mit ihm die hauptsächlich aus Kanadiern bestehenden German Canadians für die Saison 1936/37 zusammen. Er trainierte außerdem den frisch gegründeten Krefelder EV.
Nach Beendigung seiner Eishockeykarriere arbeitete Hoffinger als Orthopäde und Podiater. Als Vertreter eines deutschen Herstellers für Schuheinlagen kehrte er nach Kanada zurück.